# Kádesi csata
A kádesi csata (más átiratokban qadesi, qádesi) II. Ramszesz fáraó uralkodásának ötödik évében, i. e. 1274 májusában zajlott le az akkori világ két vezető katonai hatalma, az Egyiptomi Birodalom és a II. Muvatallisz vezette Hettita Birodalom csapatai között a mai Szíria területén, Kádes város környékén. A bronzkor legjobban dokumentált csatája, de az egyik legnagyobb is, emellett minden bizonnyal ez volt a legnagyobb olyan csata a történelem során, amelyet harci kocsikra alapozva vívtak: mintegy 5000 ilyen harci eszköz jelent meg a csatatéren. Ezekből 2000 darab kétszemélyes egyiptomi volt, 3000 darab pedig háromszemélyes hettita. Ezeken kívül több mint 38 000 gyalogos vett részt a hadjáratban, 18 000 egyiptomi és 20 000 hettita. Magát a csatát azonban egyiptomi részről csak a sereg fele vívta, az is kettéosztva, a csata két külön szakaszában.
II. Ramszesz leghíresebb csatája. Erre az összecsapásra már trónra lépése óta készült; emlékezett ugyanis az apja által ugyanitt vívott ütközetre, melyben ő maga is részt vett, és amely az egyiptomiak számára kedvezőtlen eredményt hozott. A Karkemisben állomásozó hettita hadsereg élén álló II. Muvatallisz célja feltehetően a frissen elpártolt Amurrú visszatérítése volt, az egyiptomiak pedig új vazallusukat akarták megvédeni. Ugyanakkor Kádes és környéke már régóta ütközőterület volt. II. Ramszesz és II. Muvatallisz az Orontész forrásvidékét környező hegyek lábánál került szembe egymással; ez a terület mind a Hettita Birodalom, mind Egyiptom befolyási övezetének legszélső határán, a mai Szíria területén helyezkedett el.

## Háttér
A XVIII. és XIX. dinasztia korában Egyiptom fokozatosan visszaszorult az Orontész folyó vízgyűjtőjétől (felső-retnu) a Jordán vonaláig (djadi). I. Amenhotep uralkodása idején Mitanni fenyegető terjeszkedésbe kezdett Szíriában. I. Thotmesz uralkodása alatt a Mitanni ellen indított hadjáratoknak köszönhetően Egyiptom elérte addigi legnagyobb kiterjedését, csapatai elérték az Eufráteszt is, az észak-szíriai Mári környékén.
E korszak kezdetén a Hettita Birodalom délkeleten (Észak-Szíriában) még mindig inkább kereskedőállamok lazán szervezett csoportja volt; Kádes valószínűleg hatalmasabb ellenségnek számított Egyiptom számára, mivel befolyását egészen a déli Mektejig tudta kiterjeszteni. III. Thotmesz 17 ázsiai hadjáratával gyökeresen új helyzetet alakított ki a Közel-Keleten: Egyiptom ekkor vált akkori léptékkel mérve világbirodalommá, ekkor kapcsolódott be igazán a nemzetközi nagypolitikába. Az ázsiai területeket közigazgatásilag nem csatolták Egyiptomhoz, hanem függő államok láncolatát alakították ki, és igyekeztek katonai-politikai ellenőrzést gyakorolni felettük.
Mindez magában hordozta az instabilitás és a befolyási zóna állandó változásának veszélyét. IV. Thotmesz és III. Amenhotep uralkodása alatt Egyiptom tovább vesztett befolyásából Mitannival szemben Északkelet-Szíriában, és Kádessel szemben visszaszorult egészen a Bibliában is megemlített Hermon-hegyig.
Az i. e. 1400 és i. e. 1300 közötti egyiptomi hadijelentések a Jordán folyó körüli területek általános destabilizációjáról és a helyi rablócsapatok garázdálkodásáról számolnak be. Egyiptom ekkor került szembe először az új, terjeszkedő kisázsiai hatalommal, a Hettita Birodalommal is. I. Szuppiluliumasz trónra kerülése után a hettiták erőteljes terjeszkedő politikába kezdtek, és benyomultak az ekkor már Egyiptom szövetségesének számító Mitanniba. Mitanni befolyási övezete Tusratta idején Damaszkuszig is elért délen, de később belső viszály áldozata lett. III. Suttarna alatt a hettiták akciói véget vetettek az állam regionális nagyhatalmi státuszának. Egyiptom fontos vazallus államai, Ugarit, Amurru és Kádes sorra átpártoltak a hettitákhoz; I. Szuppiluliumaszt végül az a járvány állította meg, melyet állítólag egyiptomi foglyok hurcoltak be közéjük: maga a király is a betegség áldozatául esett.
Kádes városát Etakkama uralkodásának végén, i. e. 1312 körül ostrommal foglalták el a hettiták, de helyét Etakkama fia, Ari-Tesub foglalta el. Ari-Tesub kényszerből hettita vazallus lett, ettől kezdve Kádes a hettita érdekszférába tartozott.
Ehnaton fáraó uralkodásának idején az Amarna-levelek világos képet rajzolnak ki Egyiptom palesztinai és szíriai térvesztéséről. Horemheb és I. Ramszesz hadjáratai sem hoztak tartós sikereket. I. Széthi, I. Ramszesz fia azért indított nagyszabású hadjáratot, hogy Egyiptom birodalmának fényét újra az egy évszázaddal azelőtti magaslatokba emelje. A karnaki feliratok részletesen bemutatják Palesztina és Szíria elleni harcait: 20 000 harcosával visszafoglalta az elhagyott egyiptomi őrhelyeket és megerősített városokat; békét kötött a hettitákkal, átvette a tengerparti területek feletti ellenőrzést, és folytatta a rablóbandák elleni harcát Palesztinában. Második hadjáratában Kádesig is eljutott, legalábbis erről tanúskodik ott felállított győzelmi sztéléje. Ugyanebben az időben ismerte el újra Amurrú is Egyiptom fennhatóságát. Fiára, II. Ramszeszre a megszerzett területek megőrzésének és az újabb hódításoknak a feladatát hagyta.
A hettiták technikai fölényét azonban az egyiptomi sereg képtelen volt ellensúlyozni: a hettita kocsik három embert szállítottak, a kocsihajtó mellett két harcost, közülük az egyik pajzsával a kocsihajtót védte. Az egyiptomi kocsikon csak egyetlen katona harcolt a kocsihajtó mellett.

## A csata

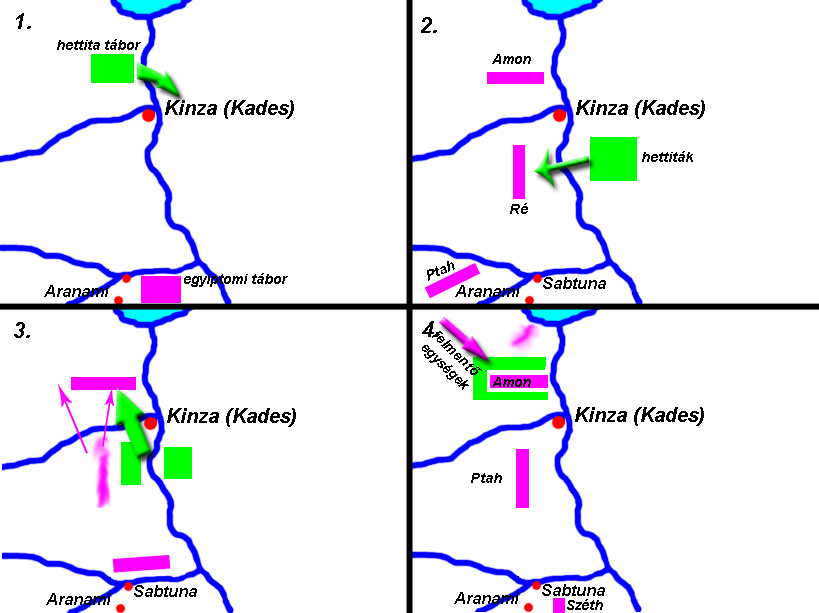
A csata lefolyása. 1. A csata napjának reggele, 2. A csatát közvetlenül megelőző állapot, 3. A Ré-hadtest megsemmisítése, 4. Utolsó szakasz

A hadjárat megindítására Ramszesz uralkodása negyedik évének vége felé került sor. Célja felé haladva először több kikötővárost foglalt el, majd a hettiták egyik vazallus államát, Amurrut. Itt katonákat hagyott hátra, és távozott a városból, hogy felkészüljön az összecsapásra a hettitákkal. Ramszesz távozása után azonban Amurru királya értesítette a történtekről a hettitákat. II. Muvatallisz hettita király szövetségeseivel hatalmas sereget toborzott, mely a korabeli feljegyzések szerint 37 000 gyalogos katonából és 2500 harci szekérből, más források szerint 20 000 gyalogosból és 3000 harci szekérből állt. Az adatok ellentmondásai miatt nem állapítható meg, hogy Ramszesz jóval kisebb, vagy alig kisebb, húszezres sereggel indult-e a hettiták ellen uralkodása ötödik évének tavaszán. Hozzájuk csatlakoztak az Amurruban hagyott csapatok. A négy hadtestre (Amon, Ré, Ptah és Széth) osztott sereg letáborozott Kádestől délre. Itt az őrök elfogtak két beduint, akik bevallották, hogy a hettitáktól szöktek el, hűséget esküdtek Ramszesznek, és elmondták, hogy a hettiták még mindig kb. 200 kilométerre járnak Kádestől, sőt megálltak és letáboroztak Halpa környékén, mert félnek megütközni vele. Ramszesz, úgy gondolva, hogy a hettiták még csak Halpánál járnak, azonnal elindult, hogy elfoglalja Kádest, nem tudván, hogy a két beduin valójában Muvatallisz kéme volt, akiket azért küldött, hogy félrevezessék az egyiptomiakat. Muvatallisz seregei valójában az Orontész folyó túlpartján, a kádesi hegyek mögött rejtőztek a király öccse, a későbbi III. Hattuszilisz király parancsnoksága alatt.
Ramszesz serege ketté-, majd négy felé válva közeledett Kádeshez, nem sejtve, hogy a város mögött maga Muvatallisz várja őket seregével. Ramszesz menetelése Kádes felé tervszerűtlen volt. Megelégedett a foglyok kihallgatásával szerzett információkkal, saját felderítés nélkül indult meg. A hadsereg azonban négy részre szakadt, hadtestei külön-külön, kapcsolat nélkül vonultak, mintha csak Egyiptom földjén járnának. A Ré és Ámon hadtestek Ramszesz parancsnoksága alatt álltak, a Ptah és Széth hadtesteket a folyó és erdők választották el tőlük, és ez utóbbi kettő még Sabtuna mellett vesztegelt, amikor Muvatallisz már akcióba lépett.
A félretájékoztatott Ramszesz az igazságra csak két hettita futár elfogása után jött rá. Azonnal futárokat küldött a leszakadt és az Orontész túlsó partján haladó Ptah és a Széth hadtesteknek, hogy mielőbb zárkózzanak fel; ám mielőtt a fáraó serege egyesülhetett volna, Muvatallisz mintegy 2500 harci kocsival támadást intézett a Ré hadtest ellen. Az élen járó Amon-hadtest már Kádes alatt volt és táborozásra készült, éppen azon a helyen, ahol reggel még Muvatallisz táborozott. A hettita sereg a nap folyamán Kádes alatt átkelt az Orontészen, majd Kádes felett újra átkelt rajta, így szembetalálta magát az egyiptomi haderő negyedét képező alakulattal.
A Ré hadtestet a hettiták egy meglepetésszerű rohammal szinte teljesen elpusztították, Ramszesznek alig volt ideje hadrendbe állítani az Ámon hadtestet, hogy visszaverjék a hettitákat, míg meg nem érkezik az erősítés a folyón átkelő Ptah hadtesttől. Muvatallisz előtt állt a lehetőség, hogy az egyiptomi hadsereget részenként számolja fel. Számításait a saját hadserege húzta keresztül, amelyik az egyiptomi tábor elfoglalása után fosztogató hordává változott.
Az egyiptomiak visszavonultak, és noha maga Ramszesz kitüntette magát személyes bátorságával (legalábbis az egyiptomi feliratok szerint), mégis alig menekült meg a fogságba eséstől. A csata végéről két verzió maradt ránk: az egyik szerint egy válságos pillanatban váratlanul feltűntek az Amurruból – nyugatról, Libanon területéről – érkező segéderők (tengerészek, amurrui zsoldosok) és visszaszorították a hettitákat; az egyiptomi sereg újra egyesült, és kis híján bekerítette a hettita sereget, de Muwatallis harci kocsijai rendezetten visszavonultak az Orontész túlpartján várakozó gyalogságukhoz. A másik változat szerint a testőrség kivágta magát, és megmentette Ramszeszt, aki elmenekült a hadszíntérről.

## A hettita haderő
A szemben álló felek hadereje vita tárgyát képezi. Az egyiptomi és hettita adatok nem feleltethetők meg egymásnak. Az egyiptomi feliratok szerint a hettita haderőt az alábbi származású egységek alakították:
| egyiptomi megnevezés | földrajzi egység                                     |
| -------------------- | ---------------------------------------------------- |
| Ḥt                   | Ḥeta, a királyi haderő                               |
| Nhrn                 | Nahrin = Mitanni                                     |
| ‘Irṭw                | Artju, azaz Arzava                                   |
| Pds                  | Pedes, azaz Pitasszasz, középső Anatólia             |
| Drdnj                | Dardani, a Dardanellák névadó népe, a dardánok       |
| Ms                   | Mesz, Másza (görögösen Müszia, északnyugat Anatólia) |
| Krkš                 | Karkis, Karkisza (Anatólia)                          |
| Krkmš                | Karkemis, a hettita Kargamis Szíriában               |
| Qd                   | Ked, azonosítatlan észak-szíriai terület             |
| Qdš                  | Kádes, Szíriában                                     |
| 'krṭ                 | Akeret, Ugarit Észak-Szíriában                       |
| Mwšʒnt               | Musanet, azonosítatlan                               |
| Kškš                 | Kaskas Észak-Anatólia                                |
| Lk                   | Lek, Lukka (görögösen Lükia) Délnyugat-Anatóliában   |
| Qḍwdn                | Keduden, Kizzuvatna                                  |
| Nwgs                 | Nugesz, Nuḥḥašši Szíriában                           |
| 'Irwnt               | Arunt, Aravanna Anatóliában                          |
| Ḥlb                  | Ḥaleb, (Halap, Talmi-Szarruma vezetésével (Szíria)   |
| 'Ins                 | Ansz, azonosítatlan                                  |

## Következmények
„Azoknak a győzelmeknek a kezdete, melyeket Felső- és Alsó-Egyiptom királya, Uszermaatré Szetepeuré, Ré fia, Amon kedveltje, Ramszesz aratott Hatti országában", olvashatjuk II. Ramszesz fáraó feliratain. A csata leírása két egyiptomi változatban ismert, önálló irodalmi alkotásként számon tartott mű. Hosszú ideig megtévesztette az egyiptológusokat.
A „hivatalos verzió” egyfajta felsorolás a szemben álló haderőkről és fegyverzetekről. A másik inkább eposz, amelyet Pentaver írnok jegyzett le, és aláírása alapján sokáig saját szerzeményének tartották. Az ütközet a leírását több fontos egyiptomi templom, Luxor, Karnak és Abüdosz falaira is felírták, de ma már tudjuk, hogy az elbeszélés inkább politikai propaganda, semmint a történtek hű közlése.
A kádesi csatát ezek az egyiptomi források nagy győzelemként értékelték. A mezopotámiai eposzok egy tipikus toposza is feltűnik benne: II. Ramszesz gyakorlatilag egyes egyedül, hadserege segítsége nélkül győzi le a teljes hettita sereget. Ámon segít neki, akinek Ramszesz korábban már sok templomot állított és rendszeresen ellátja áldozatokkal. (Lásd Narám-Szín sztéléje)
A csata értékelését a modern korban először II. Ramszesz egyiptomi feliratairól ismertük. Ramszesz egyértelműen győzelemként emlékezik meg róla. A hattuszaszi levéltár dokumentumai szerint (szerződések és rendeletek a vazallus királyságoknak címezve, illetve a vazallus uralkodók levelezése) a hettita befolyási övezet változatlan maradt a csata után, Ramszesz pedig messzire elkerülte az észak-szíriai térséget a további hadjárataival. Vannak, akik hettita győzelmet látnak. A valóság valahol középúton lehet. Ramszesz a saját feliratai szerint is nagyon sietősen hagyta el a csatateret, mondhatni menekült. Kádes elfoglalása természetesen ezek után nem sikerült, a hettita sereg ide húzódott vissza, és nem üldözte az egyiptomiakat. A hadszíntér tehát hettita kézen maradt, de az egyiptomi haderő nem semmisült meg teljesen és patthelyzet alakult ki.
II. Muvatallisz a csata után fegyverszünetet kért Ramszesztől. A két napig tartó, hatalmas vérontással járó csatában mindkét fél nagy veszteségeket szenvedett, mégis mindkét oldal nagy győzelemnek állítja be; Ramszesz szinte minden templomában nagy gonddal megörökíti az eseményt, ahol állítása szerint hősiességével egymaga döntötte el a csata sorsát, míg a hettita feljegyzések szerint az egyiptomiaknak kellett meghátrálniuk.
A hettiták nem sokkal később visszafoglalták Kádest és Amurrut, és elfoglalták az Egyiptomhoz tartozó Upét, ahol Hattuszilisz lett a helytartó. Ramszesz serege súlyos veszteségeket szenvedett, és képtelen volt további területeket foglalni. Egyiptom befolyása egyre csökkent a hettitáké javára. Az eldöntetlen csatát követő presztízsveszteség Ramszesz dicsekvő feliratai (mint például az Abu Szimbel-i) ellenére felkelések sorozatához vezetett az egyiptomi birodalmon belül, és a fáraó egészen a 10. uralkodási évéig nem tudott véget vetni a hettitákkal való nyílt ellenségeskedésnek.
A két birodalom közötti konfliktust végül II. Ramszesz uralkodásának 21. évében az új hettita királlyal, III. Hattuszilisszel megkötött békeszerződés zárta le. A békét Hattuszilisz ajánlotta fel, akinek birodalmát a növekvő asszír fenyegetés veszélyeztette.
A szerződés szövegét ezüsttáblába vésték, melynek egy agyagmásolata fennmaradt. E tábla kinagyított változata megtalálható New Yorkban, az ENSZ-székházban, hiszen ez a legrégebbi ismert nemzetközi békeszerződés.

## Elsődleges források
- Világirodalmi lexikon V. (Im–Kamb). Főszerk. Király István. Budapest: Akadémiai. 1977.   848. o. ISBN 963-05-1345-5
- Ókori keleti történeti chrestomathia (Budapest, 1965) A „hivatalos verzió" magyar fordítása

## Kapcsolódó szócikk
- Hadviselés az ókori Egyiptomban